# Человек внутри (телесериал)
«Человек внутри» (англ. A Man on the Inside) — американский комедийный телесериал, созданный Майклом Шуром, с Тедом Дэнсоном в роли частного детектива-любителя на пенсии. Проект основан на документальном фильме Майте Альберди «Агент крот» 2020 года. Премьера сериала состоялась 21 ноября 2024 года. Он получил высокие оценки от критиков и был продлён на второй сезон. 
За свою роль Тед Дэнсон получил номинацию на премию «Золотой глобус» в категории «Лучший актёр в телевизионном сериале — комедия или мюзикл».

## Сюжет
В скучающем пенсионере Чарльзе просыпается интерес к жизни, когда частный детектив Джулия Коваленко нанимает его для работы в качестве «крота» в доме престарелых.

## В ролях
- Тед Дэнсон — Чарльз Ньювендик[6], вдовец, профессор инженерного колледжа на пенсии, который становится помощником частного детектива
- Мэри Элизабет Эллис — Эмили Ньювендик[6], дочь Чарльза, которая живет в Сакраменто со своим мужем Джоэлом Пинейро и тремя сыновьями-подростками
- Лайла Ричкрик Эстрада — Джулия Коваленко[6], частный детектив, нанимающий Чарльза
- Стефани Беатрис — Диди Сантос-Кордеро[6], управляющий директора дома престарелых Pacific View
- Юджин Кордеро — Джоэл Пиньеро[6], муж Эмили
- Салли Стратерс — Вирджиния Фолау[6]
- Марк Эван Джексон — Эван Кобблер[6]
- Керри О’Мэлли — Меган Чаглайт-Аккурс[7], ассистентка Джулии в детективном агентстве «Расследования Коваленко»
- Маргарет Эйвери — Флоренс Джоанн Уэстбрук[6], лучшей подруги Вирджинии в доме престарелых
- Сьюзан Раттан — Глэдис Монтроуз[6], соседка Чарльза по дому престарелых, прежде работавшая дизайнером костюмов

## Производство
Первоначально сценарист Майк Шур и его друг-продюсер Морган Сэкетт занимались телевизионной адаптацией фильма «Поле его мечты» (1989) для стриминговой платформы Peacock. Однако сериал так и не был запущен в работу и вскоре Сэкетт отправил Шуру электронное письмо с вопросом, смотрел ли он «Агента крота», тем самым предлагая переключиться на новый проект. В письме Сэкетт предложил взять на главную роль актёра Теда Дэнсона.
В марте 2023 года было объявлено, что, как и планировалось, Дэнсон сыграет в сериале главную роль. Об остальном актерском составе было объявлено в феврале 2024 года; в то время проект носил предварительное название «Классический шпион». Съёмки сериала проходили близ Сан-Франциско (около Русской реки) и в самом городе, а также в отеле Fairmont. В августе 2024 года компания Netflix опубликовала постеры к будущему сериалу .
16 декабря 2024 года было объявлено, что сериал был продлен на второй сезон, который должен выйти в 2025 году.

## Отзывы критиков
Рейтинг сериала на сайте Rotten Tomatoes составляет 96 % со средней оценкой 8/10 на основе 48 обзоров. Консенсус критиков гласит: «Созданный в соответствии с выдающимися достоинствами Теда Дэнсона, этот теплый и остроумный ситком демонстрирует, что в тех, кто был брошен на произвол судьбы, еще много жизни». Оценка проекта на сайте Metacritic составляет 75 баллов из 100 на основе 23 рецензий, что приравнивается к статусу «всеобщее признание».